# Liste der Biografien/Soe
Liste der Biografien |
Portal Biografien |
Personensuche
# |
A |
B |
C |
D |
E |
F |
G |
H |
I |
J |
K |
L |
M |
N |
O |
P |
Q |
R |
S |
T |
U |
V |
W |
X |
Y |
Z |
?
 
Sa |
Sb |
Sc |
Sd |
Se |
Sf |
Sg |
Sh |
Si |
Sj |
Sk |
Sl |
Sm |
Sn |
So |
Sp |
Sq |
Sr |
Ss |
St |
Su |
Sv |
Sw |
Sy |
Sz
 
Soa |
Sob |
Soc |
Sod |
Soe |
Sof |
Sog |
Soh |
Soi |
Soj |
Sok |
Sol |
Som |
Son |
Soo |
Sop |
Sor |
Sos |
Sot |
Sou |
Sov |
Sow |
Sox |
Soy |
Soz
Die Liste der Biografien führt alle Personen auf, die in der deutschsprachigen Wikipedia einen Artikel haben. Dieses ist eine Teilliste mit 95 Einträgen von Personen, deren Namen mit den Buchstaben „Soe“ beginnt.

## Soe
- Soe Min Oo (* 1988), myanmarischer Fußballspieler
- Soe Moe Kyaw (* 1999), myanmarischer Fußballspieler
- Soe Win (1948–2007), myanmarischer Politiker, Premierminister von Myanmar

### Soeb
- Søeborg, Finn (1916–1992), dänischer Schriftsteller

### Soec
- Soechtig, Stephanie, US-amerikanische Regisseurin und Filmemacherin

### Soed
- Soeda, Gō (* 1984), japanischer Tennisspieler
- Soeda, Takashi (* 1993), japanischer Fußballspieler
- Soeder, Christiane (* 1975), österreichische Radrennfahrerin
- Soeder, Hans (1891–1962), deutscher Architekt und Hochschullehrer
- Soeder, Michael (1921–2008), deutscher Arzt und Schriftsteller
- Soedher, Jakob Maria (* 1963), deutscher Autor und Fotograf
- Soeding, Ellen (1904–1987), deutsche Schriftstellerin
- Soedirdja, Soerjadi (1938–2021), indonesischer General und Politiker
- Soedjatmoko (1922–1989), indonesischer Sozialwissenschaftler, Diplomat, Politiker und Hochschullehrer

### Soef
- Soeffner, Hans-Georg (* 1939), deutscher Soziologe und Hochschullehrer

### Soeg
- Soegijapranata, Albert (1896–1963), indonesischer Ordensgeistlicher, Erzbischof von Semarang
- Soegijo, Paul Gutama (1934–2019), indonesischer Komponist und Musiker

### Soeh
- Soehendra, Nib (* 1942), deutscher Arzt und Hochschullehrer
- Soehnée, Charles-Frédéric (1789–1878), französischer Maler und Fabrikant von Malfirnissen
- Soehnlein, K. M. (* 1965), US-amerikanischer Schriftsteller
- Soehnlin, Jean Baptiste (1825–1890), französisch-deutscher Geistlicher und Politiker, MdR
- Soehring, Anna (1923–2010), deutsche Filmregisseurin
- Soehring, Hans-Jürgen (1908–1960), deutscher Jurist, Autor und Diplomat
- Soehring, Ingrid (* 1939), deutsche Politikerin (CDU), MdHB
- Soehring, Klaus (1911–1975), deutscher Pharmakologe
- Soehring, Otto (1877–1945), deutscher Gymnasiallehrer und Diplomat

### Soei
- Soeiro, Alberto (* 1917), portugiesischer Architekt
- Soeíro, Pedro (* 1975), portugiesischer Radrennfahrer

### Soej
- Soejima, Hiroshi (* 1959), japanischer Fußballspieler
- Soejima, Shigenori (* 1974), japanischer Illustrator und Grafikdesigner
- Soejima, Taneomi (1828–1905), japanischer Politiker
- Soejima, Teruto (1931–2014), japanischer Jazzautor, Musikkritiker, Musikveranstalter und Produzent

### Soek
- Soek, Julia (* 1990), niederländische Radrennfahrerin
- Soekadar, Surjo R. (* 1977), deutscher Mediziner und Hochschullehrer
- Soekoto, Leo (1920–1995), indonesischer Ordensgeistlicher und Erzbischof von Jakarta

### Soel
- Soelch, Johann (1883–1951), österreichischer Geograph
- Soeldner, Otto (1895–1943), deutscher SS-Obersturmführer, stellvertretender Lagerdirektor des KZ Ravensbrück
- Soell, Hartmut (1939–2023), deutscher Historiker und Politiker (SPD)
- Soelos, spätantiker Mosaizist
- Sõelsepp, Venda (1923–2006), estnischer Kinderbuchautor und Dichter
- Soeltl, Johann Michael von (1797–1888), bayerischer Historiker, Archivar und Rhetoriker

### Soem
- Soemer, Peter (1832–1902), deutscher Theologe und Dichter
- Soemita, Willy (1936–2022), surinamischer Politiker
- Soemmerring, Detmar Wilhelm (1793–1871), deutscher Arzt
- Soemmerring, Samuel Thomas von (1755–1830), deutscher ArztSamuel Thomas von Soemmerring (1755–1830)

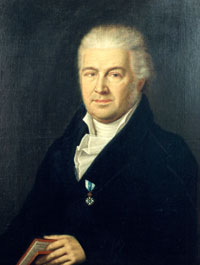
Samuel Thomas von Soemmerring (1755–1830)

### Soen
- Soenderop, Georg (1854–1909), deutscher Eisenbahn-Bauunternehmer
- Soenius, Hans (1901–1965), deutscher Rennfahrer
- Soénius, Heinz (1929–2020), deutscher Politiker (CDU), MdL
- Soénius, Ulrich S. (* 1962), deutscher Historiker, Archivar, Kulturpolitiker und IHK-Geschäftsführer in Köln
- Soenke, Jürgen (1907–1983), deutscher Kunsthistoriker
- Soennecken, Friedrich (1848–1919), deutscher Grafiker, Erfinder und UnternehmerFriedrich Soennecken (1848–1919)

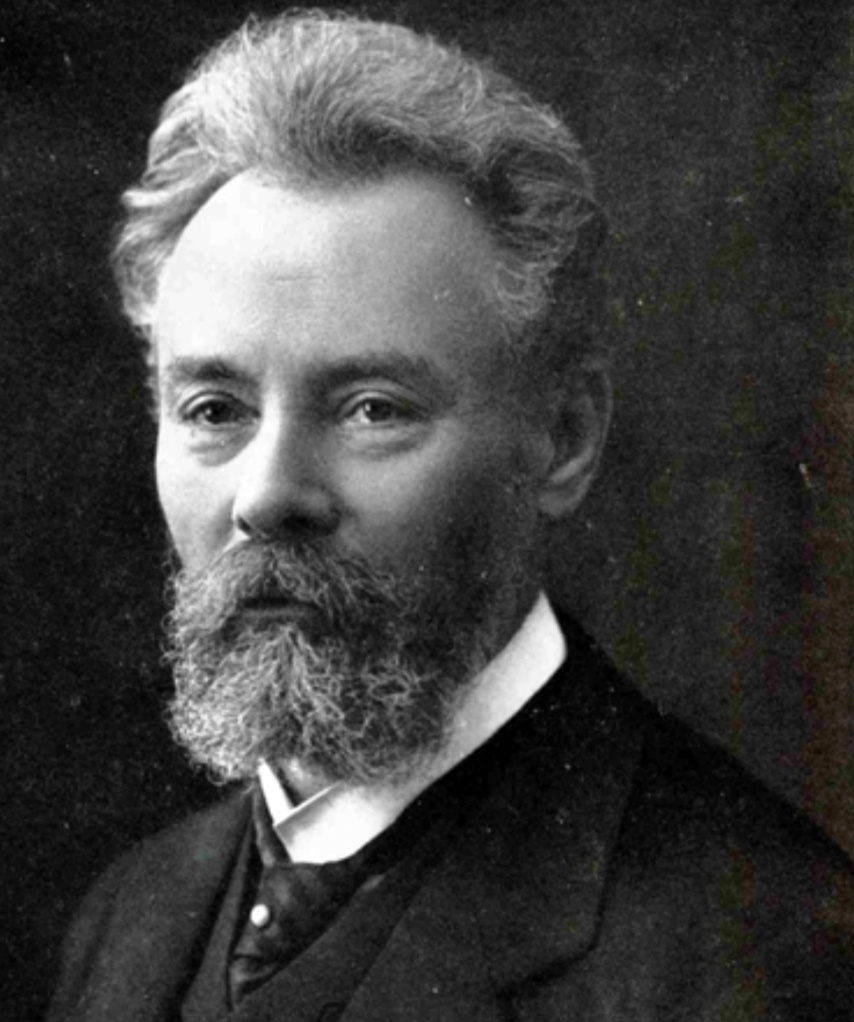
Friedrich Soennecken (1848–1919)

- Soennecken, Katja (* 1982), deutsche Biblische Archäologin
- Soenneker, Henry Joseph (1907–1987), US-amerikanischer Geistlicher, römisch-katholischer Bischof von Owensboro
- Soens, Lawrence Donald (1926–2021), US-amerikanischer Geistlicher, römisch-katholischer Bischof von Sioux City
- Soentgen, Jens (* 1967), deutscher Chemiker, Philosoph und Buchautor

### Soep
- Soepenberg, Ger (1983–2014), niederländischer Radrennfahrer
- Soeprapto, Moreno (* 1982), indonesischer Autorennfahrer
- Soeprapto, R. (1924–2009), indonesischer Politiker
- Soepratman, Wage Rudolf (1903–1938), indonesischer Komponist der Nationalhymne Indonesia Raya

### Soer
- Sõerd, Aivar (* 1964), estnischer Politiker
- Soergel, Albert (1880–1958), deutscher Literaturwissenschaftler
- Soergel, Gero (* 1938), deutscher Kirchenmusiker
- Soergel, Hans Theodor (1867–1943), deutscher Rechtswissenschaftler
- Soergel, Volker (1931–2022), deutscher Physiker
- Soergel, Wolfgang (1887–1946), deutscher Geologe und Paläontologe
- Soergel, Wolfgang (* 1962), deutscher MathematikerWolfgang Soergel (* 1962)

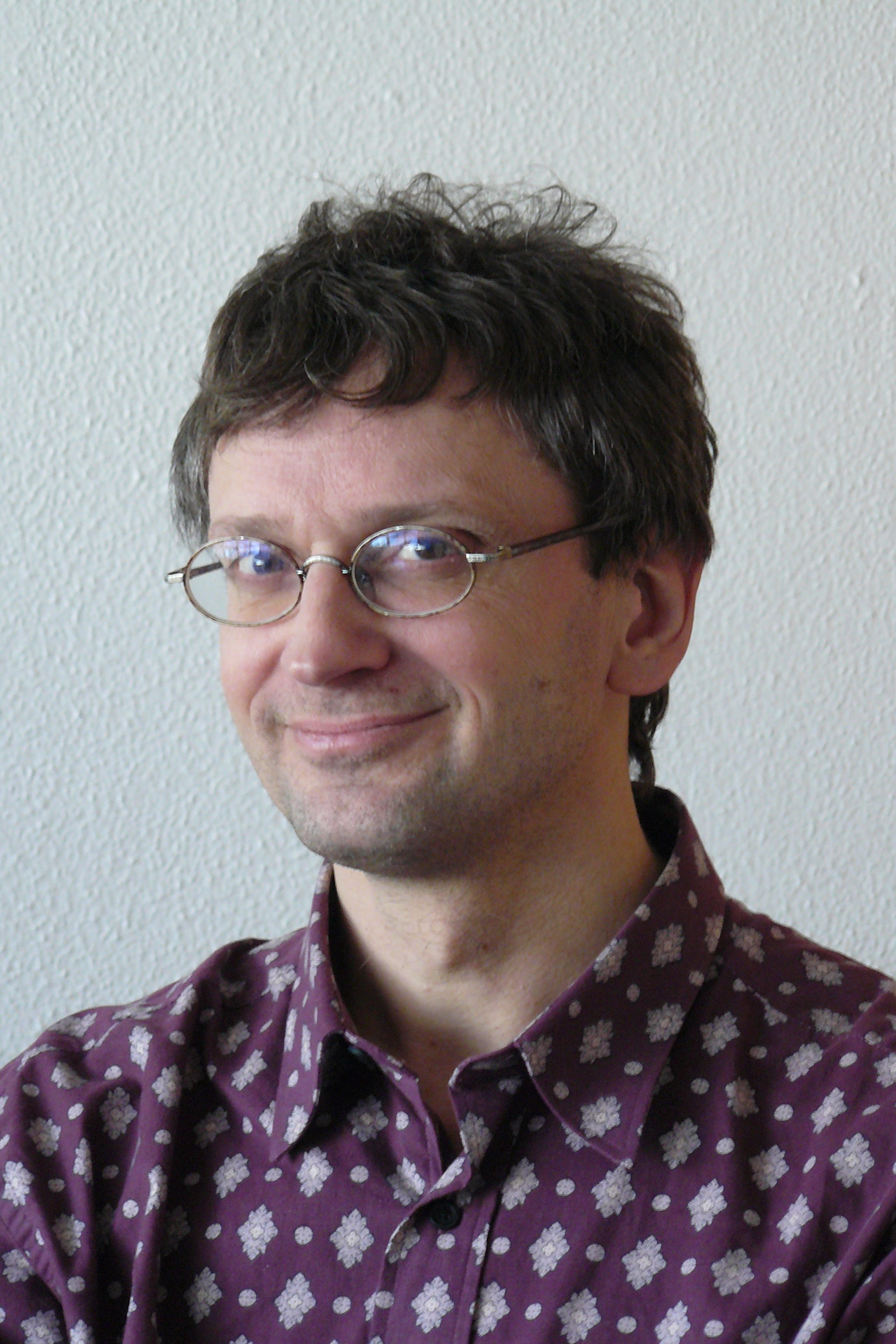
Wolfgang Soergel (* 1962)

- Soerland, Joris van (* 1972), niederländischer Badmintonspieler
- Soermans, Hendrik (1700–1775), niederländischer Kaufmann in Danzig
- Soermans, Wilhelm Ernst Friedrich (1763–1825), Kaufmann und Konsul in Danzig
- Soeroredjo, Virgil (* 1985), surinamischer Badmintonspieler

### Soes
- Søes, Signe (* 1983), dänische Orientierungsläuferin
- Soesilo, Denise (* 1987), deutsche Eishockeyspielerin
- Soest, Gerard († 1681), englischer Maler
- Soest, Heinrich (1897–1962), deutscher Politiker (NSDAP), MdR
- Soest, Marieke van (* 1987), niederländischer Paracyclerin
- Soest, Pieter Cornelisz van, niederländischer Marinemaler
- Soest, Ties van (* 2000), niederländischer Eishockeyspieler

### Soet
- Soet, Aafke (* 1997), niederländische Radrennfahrerin und Shorttrackerin
- Soetaert, Noël (* 1949), belgischer Radrennfahrer
- Soetbeer, Adolf (1814–1892), deutscher Nationalökonom
- Soetbeer, Franz (1870–1943), deutscher Internist und Hochschullehrer
- Soetbeer, Friedrich (1865–1922), deutscher Politiker
- Soete, Daan (* 1994), belgischer Radrennfahrer
- Soete, Joost de (1541–1589), militärischer Befehlshaber, Statthalter von Utrecht
- Soetebier, Friedrich (1901–1973), deutscher Politiker (FDP), MdB
- Soetekouw, Frits (1938–2019), niederländischer Fußballspieler
- Soeteman, Cornelis (1912–2005), niederländischer Germanist
- Soeteman, Gerard (1936–2025), niederländischer Drehbuchautor
- Soetendorp, Awraham (* 1943), niederländischer Rabbiner
- Soetenga, Femke (* 1980), niederländische Musicaldarstellerin
- Soetens, Jan (* 1984), belgischer Cyclocross- und Straßenradrennfahrer
- Soetewey, Christine (* 1957), belgische Leichtathletin
- Soethof, Fabian (* 1981), deutscher Journalist und Autor
- Soetomo, Raden (1888–1938), niederländisch-indischer Arzt

### Soeu
- Sœur Sourire (1933–1985), belgische Ordensschwester und Chanteuse